# Sterne du Pérou
Sternula lorata
Espèce
Statut de conservation UICN

 EN C2a(i) : En danger
La Sterne du Pérou (Sternula lorata) est une espèce d'oiseaux appartenant à la famille des Laridae.